# Fender Precision Bass
 (mai 2019).
Si vous disposez d'ouvrages ou d'articles de référence ou si vous connaissez des sites web de qualité traitant du thème abordé ici, merci de compléter l'article en donnant les références utiles à sa vérifiabilité et en les liant à la section « Notes et références ».
La Fender Precision Bass ou P-Bass est la première guitare basse électrique construite en 1951 par Leo Fender. Son nom « Precision » vient du fait qu'il s'agit, contrairement à une contrebasse, d'un instrument disposant de 20 frettes sur le manche, permettant de jouer avec précision plus facilement. Rapidement devenue très populaire, c'est une des basses les plus répandues dans le monde, aux côtés de la Jazz Bass.
Depuis 1957, la configuration standard de la P-Bass comprend une électronique passive servant un micro à simples bobinages séparé en deux parties («split coil pickup», dont une partie pour les cordes de mi et la, et l'autre pour les cordes de ré et sol décalée en diagonale vers le bas). Le micro «split coil» est situé à mi-chemin entre le talon du manche et le chevalet. L'instrument possède un potentiomètre de volume et un autre de tonalité.

## Histoire

### Invention (1951–1954)

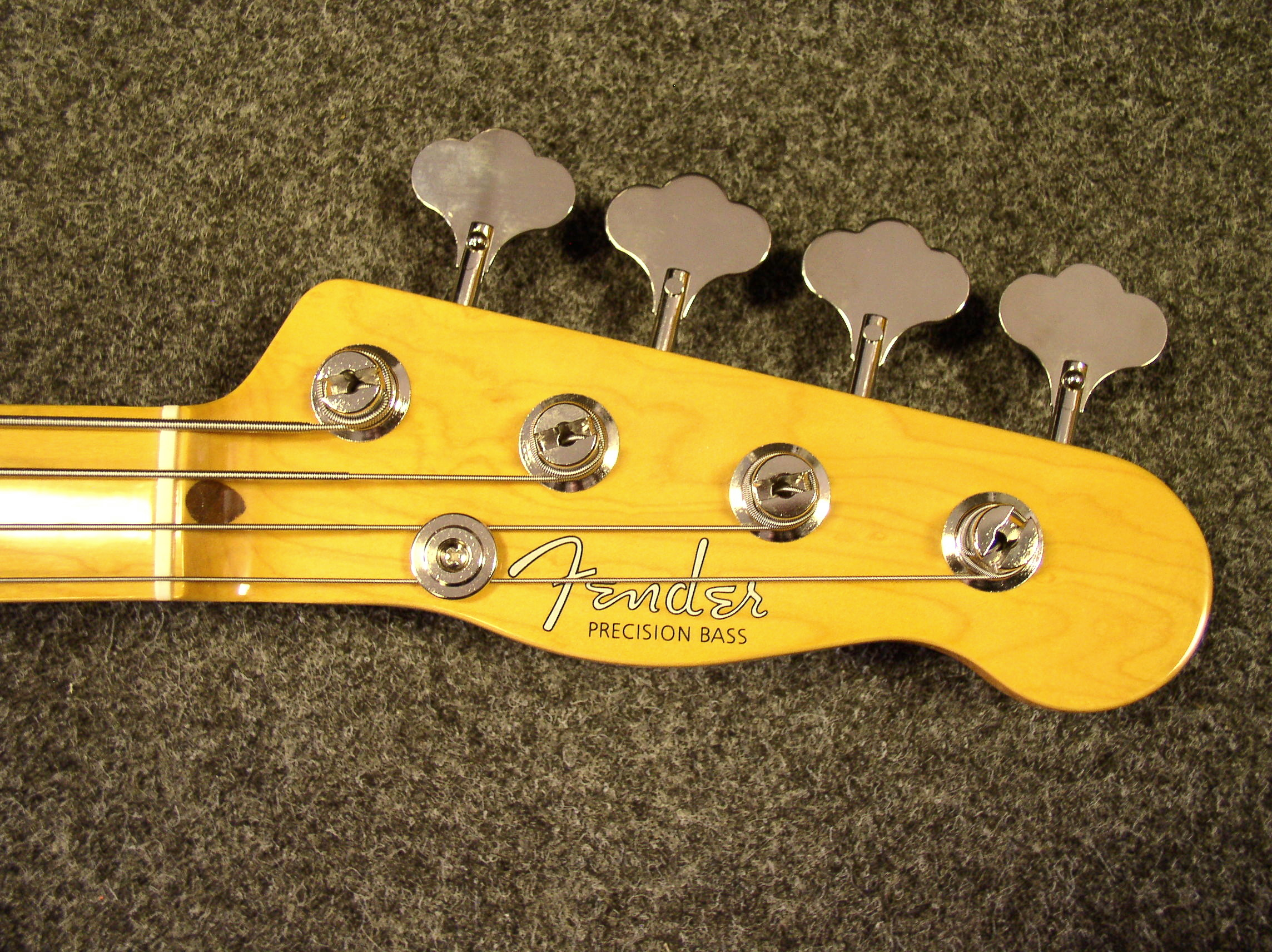
Tête de la Fender Precision de 1951.

Leo Fender conçoit au début des années 1950 un nouvel instrument, une basse électrique, qu'il nomme Precision. La basse de Fender s'inspire directement de la Telecaster avec des cordes qui traversent un corps plein, un manche en érable vissé, une plaque de protection noire et des potentiomètres fixés sur une plaque de métal chromé. D'autres élements communs incluent  la tête du manche, la plaque de fixation du manche au corps ou encore truss rod... Le micro est un simple bobinage à quatre plots, placé sous un capot protecteur chromé entre le chevalet et le talon du manche.
Un diapason de 34 pouces est utilisé pour produire un son suffisamment grave à l'instrument. Son manche est en érable et compte 20 frettes. Le manche, relativement long, déséquilibre l'instrument et Leo Fender redessine le corps avec une corne supérieure allant jusqu'à la douzième case du manche pour pallier le problème[réf. souhaitée].
La Precision Bass est vendue en 1951 comme une alternative plus économique, facile à transporter et à amplifier qu'une contrebasse, jugée volumineuse et encombrante. L'instrument doit également séduire les guitaristes ou les aspirants contrebassistes grâce à son jeu facilité par un manche fretté garantissant la justesse des notes.
L'instrument suscite beaucoup de curiosité, notamment chez les musiciens de jazz, comme Roy Johnson et William Montgomery, bassistes de Lionel Hampton, qui y voient l'avantage de faire entendre leur instrument noyé au milieu des cuivres. La Precision Bass devient petit à petit un modèle de référence dans la musique populaire, très utilisé en musique soul.

### Première et deuxième évolutions (1955–1957)

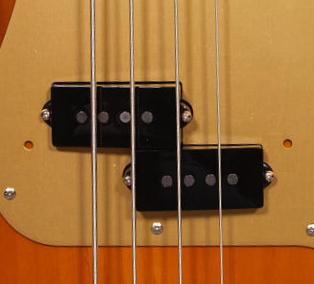
Micro 1957 à bobines séparées.

Leo Fender cherche constamment à améliorer ses instruments, nourri des commentaires des nombreux musiciens de studio qui passent par son atelier ou de son équipe de vente qui fait remonter les critiques et attentes des revendeurs de guitares américains.
La Precision Bass de 1955 conserve la plupart des caractéristiques de 1951. Les innovations ergonomiques adoptées pour la Stratocaster, sortie en 1954, viennent compléter l'instrument. Un chanfrein est usiné sur le corps pour reposer l'avant-bras plus confortablement et une découpe stomacale est ajoutée à l'arrière du corps. L'année suivante, mince variation cosmétique, Fender propose une plaque de protection blanche (pickguard).
C'est en 1957 que la Precision Bass acquiert sa forme définitive avec une tête large inspirée de la Stratocaster, un corps aux chants arrondis pour le confort du bassiste, une nouvelle plaque de protection dorée recevant le micro et les potentiomètres, mais surtout un nouveau micro.
Avec le micro existant, l'amplitude de vibration des cordes basses n'était pas correctement captée par un simple plot magnétique placé sous la corde. Pour Leo Fender, il faut adoucir le son de la Precision Bass dont le micro simple bobinage donne une sonorité trop dure. Il imagine que la vibration de la corde captée par deux plots magnétiques arrondira l'attaque mais la difficulté de loger huit aimants sur un même micro dirige les recherches vers une conception nouvelle. Le micro est séparé en deux bobinages : l'un pour les cordes graves de Mi et La, l'autre pour les cordes aiguës de Ré et Sol. Le split coil de la nouvelle Precision Bass se montre plus généreux dans les graves et se débarrasse du ronflement parasite du fait que deux micros placés l'un à côté de l'autre créent un effet « humbucking ».

### Changement de la touche et du son (1959–1967)

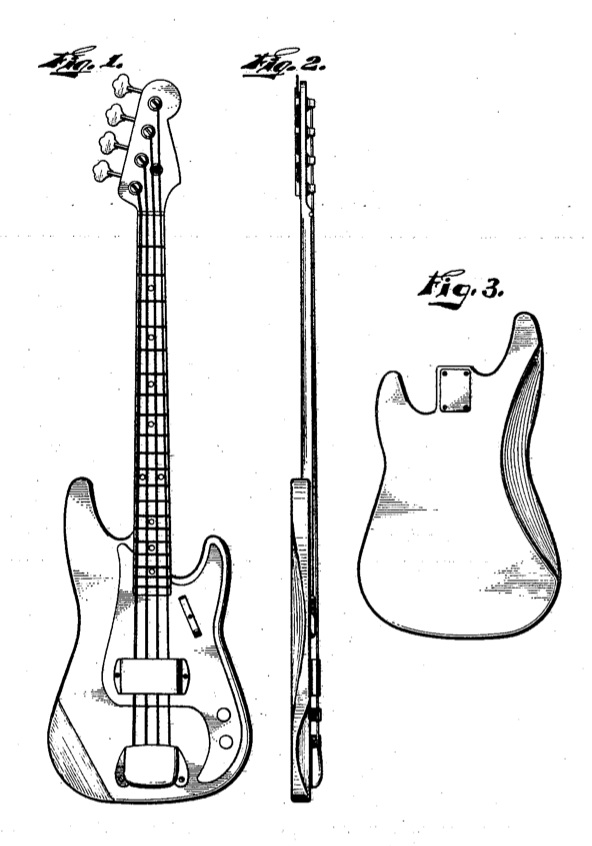
Dessin pour le dépôt du brevet de la Precision Bass.

Contrairement à la lutherie classique des instruments Gibson, ceux de Fender sont conçus au plus simple avec un corps sans table rapportée, vissé à un manche en érable d'une pièce et des éléments d'électronique facilement accessibles logés dans des cavitées sous la plaque de protection. Tout peut être démonté facilement et chaque pièce est remplaçable. À cette époque, le manche à touche d'ébène ou de palissandre rapporté que l'on trouve sur les guitares électriques de jazz n'est pas encore adopté par les fabrications Fender. En 1958, Fender propose ce type de manche pour la nouvelle Jazzmaster et en 1959, les manches des instruments du catalogue Fender sont dotés d'une touche slab board en palissandre.
Le palissandre a pour effet d'atténuer le son claquant typique des touches en érable, et procure un son plus rond. Il en va de même pour la Precision Bass dont le son est, jusqu'ici, particulièrement riche en médium et qui, avec l'ajout d'une touche palissandre, gagne en profondeur. Ainsi, au début des années 1960, le son originel typique de la Precision Bass devient plus rond et profond. Le meilleur exemple est probablement le son de James Jamerson, bassiste de la Motown, qui révolutionne les mélodies dans les partitions de l'instrument dont la Precision Bass de 1962 devient une des plus représentatives du nouveau son Fender.
Un autre changement a lieu en 1959: la plaque de protection (pickguard) anodisé or de 1957 est remplacé par une plaque de protection imitation écaille de tortue (tortoiseshell).
Toujours en quête d'amélioration, Leo Fender revoit en 1960 son manche slab board pour lui donner une touche moins épaisse et arrondie, lui conférant un aspect plus raffiné.

### Retour aux sources (1968–1979)

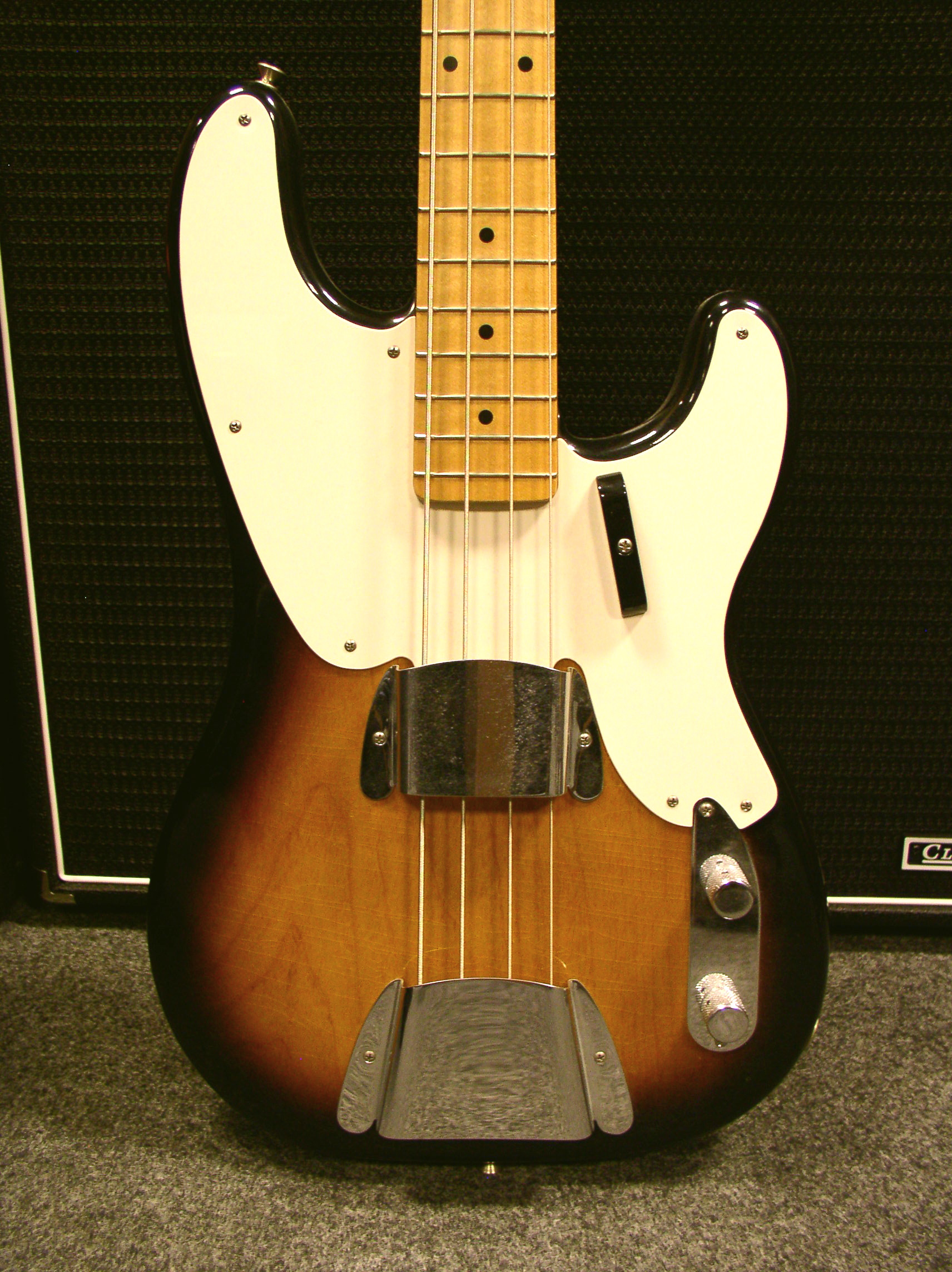
Precision Bass de 1956, couleur Sunburst avec touche en érable et plaque de protection blanche.

CBS rachète la société Fender à Leo Fender en 1965 et ressuscite la Precision Bass de 1951. Rebaptisé Telecaster Bass pour ne pas empiéter sur le marché de cette dernière, le modèle connaît une évolution majeure en 1972 avec le remplacement de son micro simple bobinage par un micro humbucker placé près du manche, l'adoption d'un système de fixation du manche à 3 vis et d'un réglage dit bullet de la barre de réglage (truss rod), que l'on commence à trouver également sur la Jazz Bass la même année.
En 1970, CBS revient également sur une caractéristique disparue depuis 1959 : le manche en érable spécifique au modèle de 1957. Enfin, les premières Precision Bass sans frettes (fretless) apparaissent au début des années 1970, pourvues d'une touche en palissandre ou en érable sans marquage. Des bassistes retiraient déjà les frettes de leurs instruments depuis une dizaine d'années déjà. Dans le courant des années 1970, les méthodes et les choix de production de CBS vont dans le sens du quantitatif et la qualité des instruments est de plus en plus décriée par les musiciens pour qui les meilleurs instruments produits par Fender remontent aux années 1950 et 1960. La Precision Bass connaît peu de modifications si ce n'est le recours à du bois de frêne pour la caisse, plus lourd que l'aulne. Les manches deviennent également plus massifs et larges.

### Diversification des gammes (1980–1986)

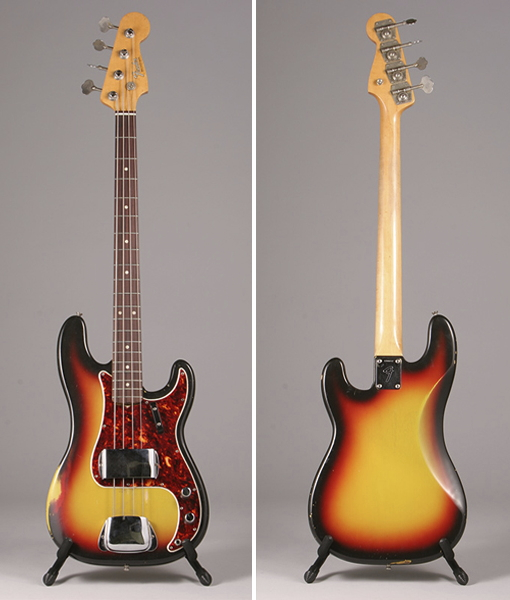
Precision Bass de 1962, couleur Sunburst avec touche en palissandre et plaque de protection tortoiseshell.

La concurrence sur le marché des basses s'est considérablement accentuée à cette période et si Fender garde la main comme marque de référence, de plus en plus de constructeurs proposent des instruments plus sophistiqués au goût du jour avec des bois rares, une électronique active qui renforce les graves et les aigus et font la joie des slappeurs. CBS ne compte pas en rester là, malgré les mauvais résultats de Fender et diversifie sa gamme de basses avec d'un côté des instruments modernisés et de l'autre des modèles classiques :
- pour la gamme moderne, la Precision Special, intégre une électronique active et la Precision Elite, active et équipée de deux micros Precision.
- pour la gamme classique, la Precision est débarrassée des traditionnels accessoires vissés à son corps : capot protège-chevalet et pont protège-micro chromés, repose-pouce sur la plaque de protection et un projet de réédition des modèles vintage de 1957 et 1962.

### Renaissance de l'American Standard (1983–1995)
La revitalisation des instruments Fender est entreprise très tôt alors que CBS est sous le feu des critiques pour la qualité déclinante de ses instruments. En 1982, Dan Smith de chez Yamaha est embauché pour reprendre en main la production. Cette embauche est concomitante avec celle de Bill Schulz à la présidence. La nouvelle équipe de la division instrument diversifie la gamme pour mieux mettre en avant une ligne d'instruments standard.
Jusqu'en 1982, la plupart des Precision Bass sont faites de pièces en surplus, mais le projet de Precision Bass standard commence à éclore et en 1983, la nouvelle Precision Bass présente un nouveau chevalet, un nouveau logo et se voit supprimer définitivement les capots métalliques chromés vissés à son corps. Néanmoins, c'est à ce moment que CBS décide de jeter l'éponge et que les jours de Fender sont comptés.
L'équipe de Bill Schulz propose un plan de reprise et obtient le financement nécessaire au rachat de Fender mais pas à son usine située à Fullerton en Californie. De 1984 à 1987 commence une parenthèse de transition. Fender/CBS devient FMIC, la production se poursuit au Japon le temps de transférer pièces et machines dans la nouvelle usine de Corona. Cette parenthèse représente autant d'années où le projet d'une gamme standard, affirmant le caractère américain de ses instruments et d'une continuité dans l'histoire de la firme est repoussé. La Precision Bass connaît une éclipse au profit de la Precision Plus et des rééditions de 57 et de 62 jusqu'en 1995 où elle revient sous le nom d'American Standard. En 1995, Fender présente fièrement son nouveau modèle de Precision Bass, présentant : un nouveau manche plus confortable et un chevalet plus précis.
Pas de différence frappante avec la Precision Bass de 1983, mais présente une finition plus cohérente. Elle est promise à une grande régularité dans la production pour s'affirmer face aux copies japonaises comme une valeur sûre, un classique revisité. Jusqu'en 2008, la gamme standard connaît peu de changements majeurs, davantage des ajustements de qualité ou d'innovation. En 2000, la qualité des bois est revue à la hausse, se calquant sur la gamme Deluxe, les mécaniques en sont reprises, le logo Spaghetti des années 1950 revient et la gamme s'appelle American Series. En 2003, Fender propose un système de switch dit « S1 » qui permet de passer le micro précision en hors-phase pour avoir une sonorité étendue.

### Sophistication du modèle (1990–2000)
Dans la droite ligne à la suite des Precision Bass Special et Elite, la Precision Bass est modernisée en 1990 avec le modèle Plus :
- Son design change avec une corne supérieure plus longue ;
- Le manche devient plus allongé et comprend 22 cases au lieu de 20 ;
- L'électronique passive est composée d'un circuit TBX atténuant les graves et les aigus sur les deux micros Lace Sensor (l'un Precision, l'autre Jazz) ;
- Un chevalet hérité du modèle Elite avec des fine tuners ;
- Un bouton poussoir permettant au micro du manche de passer du mode série en mode parallèle ;
- Un sélecteur de micro 3 positions.

La Precision Plus, plus connue sous le nom de Boner, est l'œuvre de George Blanda en partenariat avec Philip Kubicki, un luthier new-yorkais spécialisé dans les basses actives sans têtes (headless) Factor au design inspiré des Steinberger et dotées d'un système d'extension permettant de passer la corde de Mi en Ré. Le passage de Kubicki chez Fender donnera deux modèles : la Precision Plus et les modèles Urge, Urge Standard (version passive de l'original au prix modeste fabriqué au Mexique) et Urge II de Stuart Hamm (un bassiste virtuose et utilisateur exclusif des basses Kubicki jusqu'à son contrat chez Fender). Le Fender Custom Shop sortira en 1991 une version haut de gamme de la Precision Plus Deluxe proposant une table en érable flammé, un accastillage doré et une touche en ébène aux repères latéraux placés sur le côté du manche à l'occasion du 40e anniversaire de la première basse électrique conçue par Leo Fender et Freddie Tavares en 1951.
Alors que la Fender Precision Bass American Standard revient en 1995 à son design d'origine, la Precision Plus opère une lente mutation en devenant Plus Deluxe en 1993 puis Precision Deluxe en 1995 avant de prendre le nom définitif d'American Deluxe Precision Bass en 1998. Ce modèle sera ensuite remis à jour en 2004 avec de nouveaux coloris et une option ash body proposant un corps solide en frêne massif avant de reprendre les traits d'une Precision Bass traditionnelle des années 1970 en 2010 avec un manche compound radius à 21 cases, un commutateur actif/passif, un nouveau chevalet HMV, un logo CBS noir sur la crosse, des mécaniques traditionnelles Hipshot et un micro Jazz Bass silencieux N3 près du chevalet. Les modifications sont subtiles.
Pour la Plus Deluxe : un corps plus fin et sobre, sans plaque de protection ; deux doubles potentiomètres (volume, balance, graves, aigus) ; et un nouveau logo plus moderne avec une police d'écriture très carrée que l'on pourrait qualifier de futuriste. Pour la Deluxe : une jonction manche/corps effilée pour faciliter l'accès aux aigus et renforcée par 5 vis au lieu des 4 habituelles ; un chevalet deluxe permettant le montage direct (top-load) ou traversant (string-thru-body) des cordes ; des barres de graphite Posiflex renforçant la stabilité du manche ; une touche en érable ou en palissandre aux bords arrondis avec des repères en nacre et un traitement détaillé des frettes et du sillet ; le micro Jazz Bass devient double, reprenant le concept du modèle signature Roscoe Beck ; un logo « Spaghetti » traditionnel en aluminium ; des mécaniques Hipshot Ultralight à « bain d'huile » ; l'électronique active, alimentée par deux piles de 9 volts, comprend 3 bandes d'égalisation avec un double potentiomètre pour les graves et les médiums ; et un modèle décliné en 5 cordes Precision Deluxe V avec les mécaniques placées au format « 4 + 1 » (ce modèle sera remplacé par la Precision Bass New American Standard passive en 2008).
La Precision Deluxe est un modèle très populaire auprès des bassistes en quête de sonorités actuelles et davantage qu'un compromis survitaminé entre les Fender Precision Bass et la Jazz Bass; elle entre en concurrence avec le modèle de basse StingRay de Music Man (récemment équipée de 2 micros pour lui donner la réplique).

### Commercialisation du Highway One

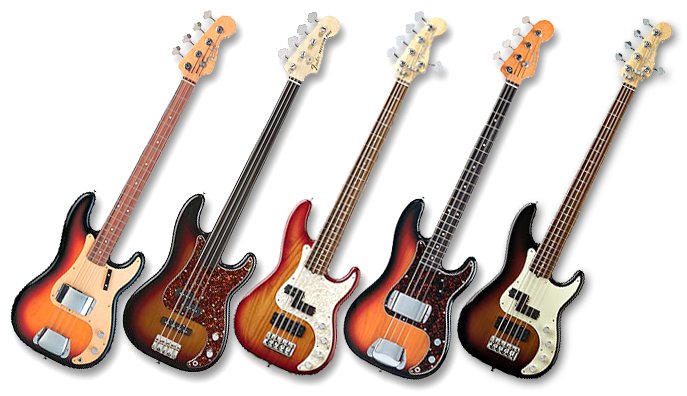
Aperçu des modèles de Precision Bass proposés par Fender en 2006.

Une gamme économique avec l'appellation made in USA devient réalité en 2000. Fender propose une Precision Bass pour un prix intermédiaire entre le modèle standard mexicain et les séries américaines. Pour y parvenir, Fender revoit les standards de finition à la baisse; le vernis laisse place à une laque satinée poreuse et moins protectrice. Les procédés de production ne sont explicitement mentionnés mais il semblerait que les pièces proviennent du Mexique et soient assemblées à Corona en Californie. En l'absence d'informations officielles, on ne peut que supposer que la sélection des bois pour les Highway One soit inférieure à celle des modèles American Series. Néanmoins à l'instar des instruments fabriqués au Mexique, les Precision Bass Highway One connaissent des améliorations régulières. 
En 2006, la Precision Bass gagne un chevalet BadAss II, un logo type années 1970, des renforts en graphite Posiflex, un vernis revu et un micro plus typé vintage avec un circuit Grease Bucket réduisant les aigus sans trop les saturer de graves (la principale critique des bassistes étant le son trop froid et moderne des Highway One). Ce modèle sera remplacé par les nouvelles basses American Special introduites en 2011.

### Retour aux fondamentaux (2008–2009)
Fender revitalise sa gamme standard, celle-ci ayant connu peu de changements depuis son lancement plus de 20 ans plus tôt. Cela tombe bien, car si les modèles fabriqués au Mexique et au Japon remportent tous les suffrages, l'American Standard souffre d'un mauvais positionnement : pas assez classique face aux rééditions vintage et pas assez moderne face au modèle American Deluxe. Pour se renouveler, la New American Standard propose le meilleur des deux mondes :
- Une inspiration vintage à l'aide d'un vernis peu épais pour laisser respirer l'instrument, mais sans les inconvénients du vernis des American Vintage, qui colle et résiste mal aux chocs; un chevalet plus massif pour favoriser le sustain, des micros Alnico V à fort niveau de sortie mais dans la droite ligne des sonorités vintage (remplacés par des micros Custom Shop '60s en 2012 excepté les modèles 5 cordes) ;
- Un confort de jeu moderne, à travers un manche satiné, des frettes larges et des mécaniques allégées.

Autre nouveauté de taille pour l'année 2008, Fender lance une Precision Bass V avec les mêmes caractéristiques de lutherie, et une répartition des mécaniques en « 4 + 1 ». Depuis le lancement officiel de la Precision Bass American Deluxe V en 1999, c'est la première fois que Fender adapte la traditionnelle Precision Bass à ce format. Pour l'occasion, le micro splitté est adapté pour accueillir la corde de si grave additionnelle. Une « P-Bass » American Standard classique à cinq cordes sans faillir à la tradition, c'est la synthèse de près de 60 ans d'expérience en basse.

### Modèles contemporains (depuis 2010)
Entre 2016 et 2018, Fender renomme ses gammes, ce qui inclut la Precision Bass. Les modèles proposés sont désormais : Player (anciennement Standard, fabriqué au Mexique), Vintera (anciennement Classic), American Performer (anciennement American Special), American Professional (anciennement American Standard), American Ultra (remplacement des American Elite), et American Original (anciennement American Vintage).

## Fabrication hors des États-Unis

### Japon
Face à la concurrence de plus en plus sérieuse des constructeurs asiatiques à la fin des années 1970, Fender engage dans un premier temps des poursuites contre Tokai, Ibanez et bien d'autres avant de se décider à passer un accord de fabrication sur place (bénéficiant au passage du savoir-faire en matière de copie des modèles vintage Fender et d'un coût de main d'œuvre inférieur). La collaboration entre Fender et l'usine Fujigen Gakki donne lieu à la gamme JV sous label Fender made in Japan et Squier en 1982.
Entre 1984 et 1994 les Fender Precision sont fabriquées exclusivement au Japon tandis que les États-Unis se concentrent sur les rééditions vintage et les Fender Precision Plus. Le Japon représente également un terrain d'expérimentation pour des variantes de la Precision : la Precision Special sortie en 1985 reprend le manche de la Jazz Bass, une combinaison de micros P/J, un sélecteur 3 positions et un circuit TBX. Cette basse est adoptée par Duff McKagan dont la sonorité très agressive s'entend sur les albums de Guns N' Roses. Dans la même veine sort la Precision Lyte, avec la combinaison P/J, un corps plus petit et des formes plus effilées (existant également en version deluxe avec un double micro Jazz Bass, un corps en acajou, 3 bandes d'égalisation active et accastillage doré). Ces basses seront remplacées quelques ans plus tard par la Zone Bass, disponible en 2 versions deluxe, américaine et mexicaine, la Zone mexicaine proposant un corps en peuplier, un accastillage chromé, une combinaison P/J « Vintage Noiseless » et une déclinaison au format 5 cordes ; la Zone américaine, plus élaborée, propose un corps composé de diverses portions de bois exotiques, une alimentation 18 volts, un accastillage doré et des micros humbucker Zone actifs.
Progressivement le Japon s'oriente vers les rééditions vintage : 1957, 1962, années 1970 principalement. Fender Japan propose aussi la Precision Aerodyne, allégée et en configuration de micros de type P/J.

### Mexique
L'usine de Fender de Corona en Californie se situe près de la frontière mexicaine, nul doute que la proximité d'une main d'œuvre qualifiée et peu onéreuse conjuguée à des normes anti-pollution moins drastique convainc Fender de délocaliser une partie de ses fabrications à Ensenada[réf. nécessaire]. Les instruments mexicains sont des versions moins onéreuses que les modèles Fender US. La Fender Precision est fabriquée en modèle Standard mais aussi en réédition de la Precision Special de 1980 avec une combinaison de micros P/J et une électronique active. Plus récemment, la fabrication mexicaine propose des rééditions des Precision de 1951, 1957 et 1962 dans les gamme Classic 50's et Road Worn. L’usine se voit également confier certains modèles signature comme la Duff McKagan, la Frank Bello ou la Mike Dirnt.
La Precision Player mexicaine est aujourd'hui[Quand ?] disponible avec un manche en érable au vernis vintage proposant une touche en pao ferro ou en érable.

## Modèles signature
- Pino Palladino (Precision de 1961 fabriquée par le Custom shop)
- Duff McKagan (réédition de la Precision Special de 1985)
- Tony Franklin (fretless et frettée)
- Steve Harris (Precision avec micro Seymour Duncan et chevalet Badass + plaque de protection miroir)
- Mike Dirnt (hybride P-51 et Precision)
- Sting (Réédition P-51 et Precision de 1955)
- Pete Wentz (Precision Squier)
- Roger Waters (Precision, modifiée selon les caractéristiques de Pink Floyd)
- Dee Dee Ramone (Precision basique 61 avec signature arrière de la tête et logo période CBS)

## Bassistes célèbres

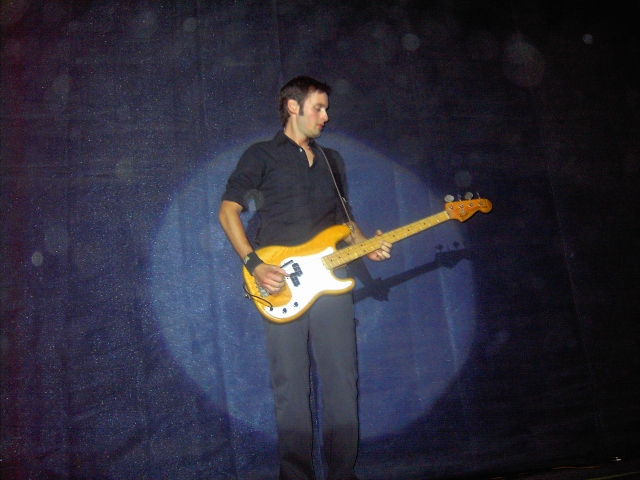
Mark Tavassol (Wir sind Helden) avec sa Fender Precision Bass.

- Melissa Auf der Maur (Hole, The Smashing Pumpkins...)
- Bob Babbitt
- Cliff Williams (AC/DC)
- Andy Bell (Oasis)
- Stéphane Bertrand
- Tim Bogert (Cactus, Vanilla Fudge, Beck Bogert & Appice)
- Trevor Bolder (David Bowie)
- Joe Bouchard (Blue Öyster Cult)
- Francis Buchholz (Scorpions)
- Jean-Jacques Burnel (The Stranglers)
- Boz Burrell (King Crimson, Bad Company)
- Geezer Butler (Black Sabbath)
- Calogero
- Martyn P. Casey (Bad Seeds)
- Pete Cetera (Chicago)
- Phil Chen (Jeff Beck, Rod Stewart)
- Adam Clayton (U2)
- John Deacon (Queen)
- Kim Deal (Pixies)
- David Desrosiers (Simple Plan)
- Mike Dirnt (Green Day)
- Donald Dunn (Booker T. and the M.G.'s, The Blues Brothers)
- John Entwistle (The Who)
- Matt Freeman (Rancid)
- Simon Gallup (The Cure)
- Chuck Garric (Alice Cooper)
- Bob Glaub (musicien de studio)
- Roger Glover (Deep Purple)
- Kim Gordon (Sonic Youth)
- Colin Greenwood (Radiohead)
- Tom Hamilton (Aerosmith)
- Jet Harris (The Shadows) 1958-1962
- Steve Harris (Iron Maiden)
- Dusty Hill (ZZ Top)
- Mark Hoppus (Blink-182)
- Glenn Hughes (Trapeze, Deep Purple, Black Country Communion)
- James Jamerson (Funk brothers)
- Carol Kaye (musicienne de studio)
- Michael League (Snarky Puppy)
- Tony Levin (Alice Cooper, Lou Reed, John Lennon, Peter Gabriel, King Crimson)
- Phil Lynott (Thin Lizzy)
- Corine Marienneau (Téléphone)
- Glen Matlock (Sex Pistols, Iggy Pop)
- Jason McCaslin (Sum 41)
- Drew McConnell (Babyshambles)
- Duff McKagan (Guns N' Roses, Velvet Revolver)
- Nate Mendel (Foo Fighters)
- Stefan Olsdal (Placebo)
- Nick O'Malley (Arctic Monkeys)
- Merrill Osmond (The Osmonds)
- Pino Palladino (Paul Young, The Who, Tears For Fears, John Mayer Trio)
- Dougie Poynter (McFly)
- Guy Pratt Pink Floyd, David Gilmour, Elton John, Robbie Williams, Madonna,
- Graham Simpson, Roxy Music
- Francis Rocco Prestia (Tower of Power)
- Dee Dee Ramone (Ramones)
- Jack Regard (Les Chats sauvages) 1962-1964
- John Rostill (The Shadows) 1964-1969
- Demis Roussos (Aphrodite's Child)
- Paul Simonon (The Clash)
- Phil Spalding
- John B. Sparks (Dr. Feelgood)
- Sting
- Garry Tallent (E Street Band)
- Gary Thain (Uriah Heep)
- Laurent Vernerey
- Sid Vicious (Sex Pistols)
- Roger Waters (Pink Floyd)
- Pete Wentz (Fall Out Boy)
- John Wetton (Family, King Crimson, Roxy Music, Wishbone Ash, Uriah Heep, UK, Atoll, Asia)
- Jah Wobble (Public Image Limited)
- Christopher Wolstenholme (Muse)
- D'arcy Wretzky (The Smashing Pumpkins)
- Tetsu Yamauchi (The Faces, Free)

À noter que des milliers de morceaux de tous genres ont été joués avec une Fender Precision Bass, cet instrument étant très prisé des musiciens de studios à l'instar de la Jazz Bass.